# Jimmy de Rothschild
Pour les autres membres de la famille, voir Famille Rothschild.
James (Jimmy) Armand Edmond de Rothschild (1er décembre 1878 à Paris - 7 mai 1957 à Londres), est un banquier, homme politique et philanthrope britannique d'origine française.

## Biographie
Fils du baron Edmond de Rothschild, de la branche française, et d'Adélaïde de Rothschild, il suit ses études au Lycée Louis-le-Grand, puis au Trinity College (Cambridge).
Propriétaire de chevaux de course, son cheval « Bomba » remporte l'Ascot Gold Cup en 1909.
En 1913, il épouse Dorothy-Mathilde Pinto, fille d'Eugène Pinto. Elle a 17 ans et lui 35 ans.
Il sert durant la Première Guerre mondiale dans l'armée française et à la fin de la guerre dans l'armée britannique. Il combat en Palestine comme major dans le 39e bataillon, les fusiliers royaux (appelé la « Légion juive »). Il est décoré de la Distinguished Conduct Medal.
En 1919, il est naturalisé britannique. Il hérite de Waddesdon Manor d'Alice de Rothschild en 1922.

### Carrière politique
Décrit par le Journal de l'Histoire libéral comme « l'un des députés les plus originaux du Parti libéral », Rothschild est député libéral de la circonscription de l'Isle of Ely de 1929 à 1945.
Sa défaite contre Harry Legge-Bourke lors des élections générales de 1945 est l'une des rares victoires du Parti conservateur cette année, avec ses collègues libéraux Archibald Sinclair et William Beveridge qui perdent aussi contre des adversaires conservateurs.
Au cours de la Seconde Guerre mondiale, il est le secrétaire parlementaire du ministre des Approvisionnements dans le gouvernement de coalition 1940-1945. Il est également Deputy Lieutenant pour le comté de Londres et juge de paix, dans le Buckinghamshire.

### Philanthropie
Rothschild continue à soutenir la cause du sionisme de son père et effectue une donation de 6 millions $ israélienne pour la construction du parlement israélien, la Knesset à Jérusalem.
À sa mort en 1957, il lègue Waddesdon Manor au National Trust. Sa veuve, Dorothy de Rothschild (née Pinto) hérite du patrimoine de son mari et continue d'accroître les collections et l'immobilier jusqu'à sa mort en 1988.